# Israel Aerospace Industries

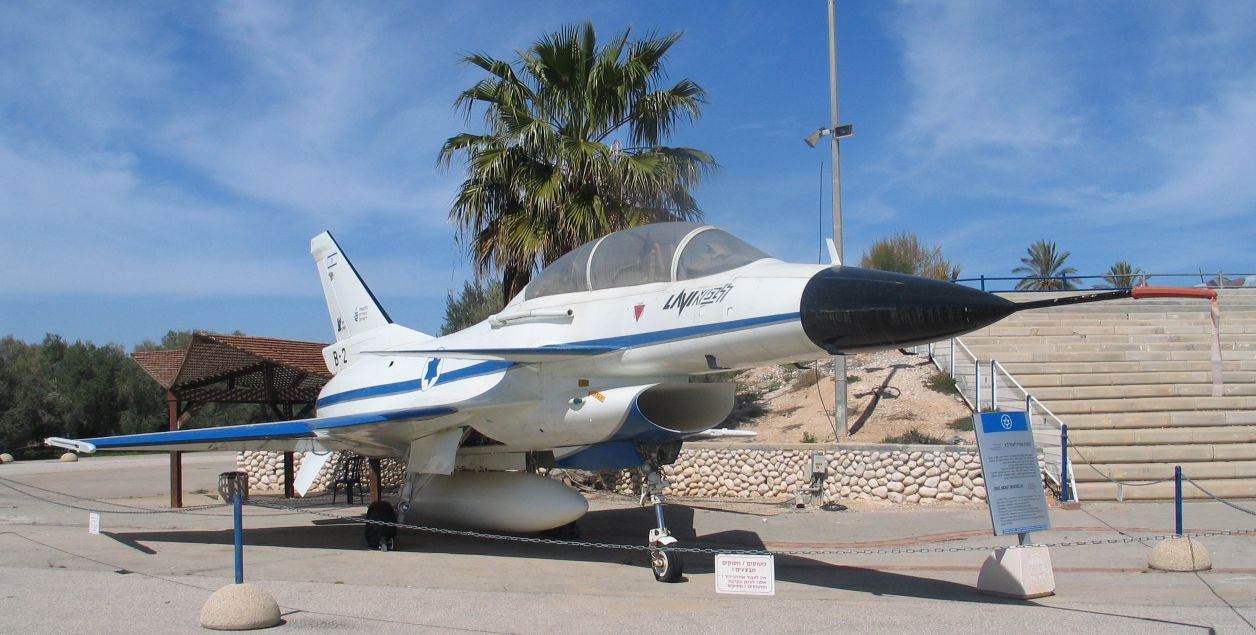
IAI Lavi – israelische Produktion

Israel Aerospace Industries Ltd. (IAI) ist Israels größter Luft- und Raumfahrtkonzern. Er befindet sich im Staatsbesitz und entwirft, entwickelt, produziert und wartet hauptsächlich Zivilflugzeuge, Drohnen, Kampfflugzeuge, Raketen, Avionik und weltraumgestützte Systeme. IAI hat seinen Hauptsitz unmittelbar östlich des internationalen Flughafens Ben Gurion. Weitere Produktionsstätten sind über das Land verteilt.

## Entwicklung
Die Geschichte von IAI beginnt im Jahre 1953, als die Bedek Aviation Company gegründet wurde, um Reparatur- und Wartungsaufträge zu übernehmen. Ab 1957 begann die Lizenzfertigung von Slingsby-Segelflugzeugen. Später kam der Lizenzbau der französischen Fouga Magister hinzu, die als „Tzukit“ an die IDF/Heyl HaAvir geliefert wurde.
Im Jahre 1966 begannen bei IAI die Konstruktionsarbeiten für das leichte Transportflugzeug „Arava“, dessen Erstflug am 27. November 1969 stattfand. Die „Arava“ wurde in kleineren Stückzahlen in den zivilen Versionen IAI 101/102 und der militärischen Version IAI 201 gebaut und in mehrere Länder der Dritten Welt, hauptsächlich in Mittel- und Südamerika, exportiert.
Im April 1967 wurde die Bedek Aircraft Company in Israel Aircraft Industries Ltd. (IAI) umbenannt und in verschiedene Unternehmen unterteilt.
Im selben Jahr erwarb IAI von der Rockwell Standard Corporation alle Rechte für den zweistrahligen Geschäftsreisejet „Jet Commander“. Aus diesem wurde die IAI 1124 Westwind entwickelt, die im Jahre 1976 in Produktion ging. Eine Version der „Westwind“ zur Seeraumüberwachung wird als „SeaScan“ auf dem Weltmarkt angeboten.
Das erste anspruchsvolle militärische Programm war das Jagdflugzeug „Nesher“, eine israelische Version der französischen Mirage IIIE. Eine weitere Version der Mirage III wurde unter der Bezeichnung Kfir entwickelt. Die „Kfir“ wurde Anfang der 1970er-Jahre in Dienst gestellt und in den einsitzigen Versionen C/C2/C7 und den doppelsitzigen Versionen TC2 und TC7 gebaut.
Ende der 1970er-Jahre begann IAI auf Basis der amerikanischen F-16 mit der Entwicklung der „Lavi“. Diese Maschine stellte im internationalen Vergleich eine Spitzenleistung dar, das Programm wurde jedoch am Ende der 1980er-Jahre aus finanziellen Gründen abgebrochen. Um die bei diesem Programm gewonnenen Erfahrungen nicht aufzugeben, wurde versucht, das bewährte Flugwerk der „Kfir“ mit den Systemen der „Lavi“ zu kombinieren. Das Programm wurde unter dem Namen „Nammer“ geführt. Ein anderes Programm wird von der LAHAV-Division unter der Bezeichnung „Kfir 2000“ geführt.
Um die Maschinen der IDF/Heyl HaAvir aufzuwerten, wurde von der IAI die „Phantom 2000“ entwickelt. IAI rüstete auch 54 türkische F-4E um. Hier wurden die beim „Phantom 2000“-Programm gesammelten Erfahrungen genutzt, einschließlich neuer Computer, Displays, EloKa-Ausrüstung und dem Elta EL/M-2032-Multifunktionsradar.

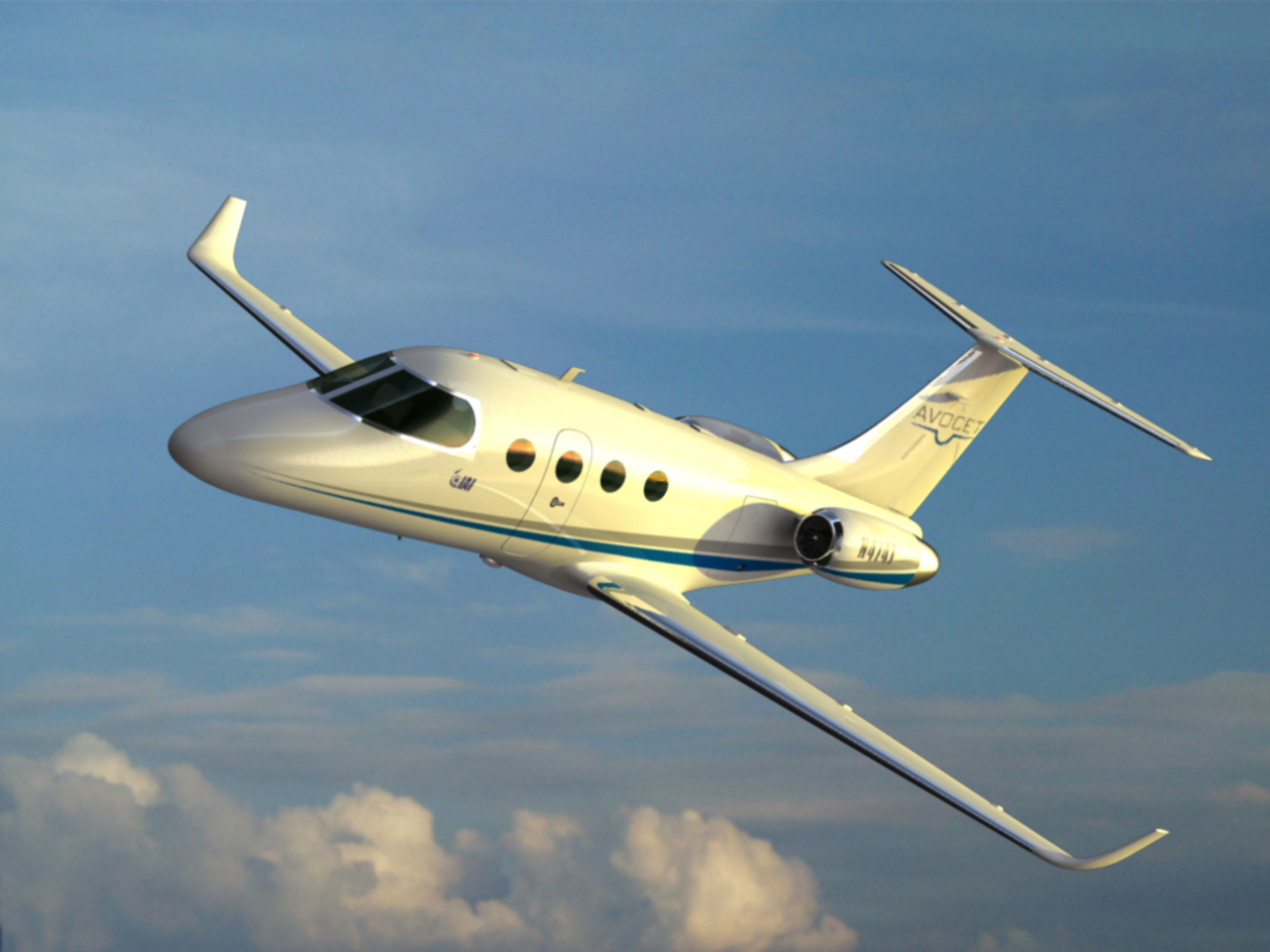
Avocet ProJet

Im November 2006 wurde der Name von „Aircraft“ in „Aerospace“ geändert, um der breiten Palette an Produktbereichen Rechnung zu tragen, die neben Flugzeugen auch Raumfahrttechnik sowie Seefahrt- und Bodentechnik umfasst.
Das IAI-Projekt, mit dem unbemannten Raumfahrzeug SpaceIL im Jahr 2019 auf dem Mond zu landen, ist weltweit die erste Mondmission, die nicht staatlich, sondern von einem Unternehmen finanziert wird.

## Konzernunternehmen

### IAI Elta Electronics Industries (Elta Systems Group)
Die in Ashdod beheimatete Elta Electronics ist der größte Avionik-Hersteller in Israel. Wurden anfangs hauptsächlich amerikanische und französische Systeme in Lizenz gefertigt, so wurde bald mit der Modifikation der gebauten Systeme und schließlich auch mit der eigenen Konstruktion begonnen. Die verschiedenen „Kfir“-Versionen waren mit einem Elta-Radar ausgerüstet und besaßen daneben weitere diverse Elta-Systeme, wie beispielsweise Stör- und Täuschgeräte zur elektronischen Kampfführung.

### IAI MATA Helicopters Division (Military Aircraft Group IAI)
Die Hubschrauberaktivitäten von IAI sind bei der im Jahre 1976 gegründeten MATA Helicopters Division gebündelt. Zu den Schwerpunkten gehören die Wartung und Überholung von Hubschrauberkomponenten und -systemen, Reparaturarbeiten, Modifikationen und Upgrades von Hubschraubern. MATA beschäftigt sich unter anderem mit einem Modernisierungsprogramm für die mittlerweile in die Jahre gekommene CH-53, das die Bezeichnung CH-53/2000 trägt. Die Modifikationen betreffen hauptsächlich eine längere Einsatzdauer und Änderungen im Cockpit. Ein weiteres Programm beschäftigt sich mit der UH-1 „Huey“, für die IAI eine Modernisierung anbietet.

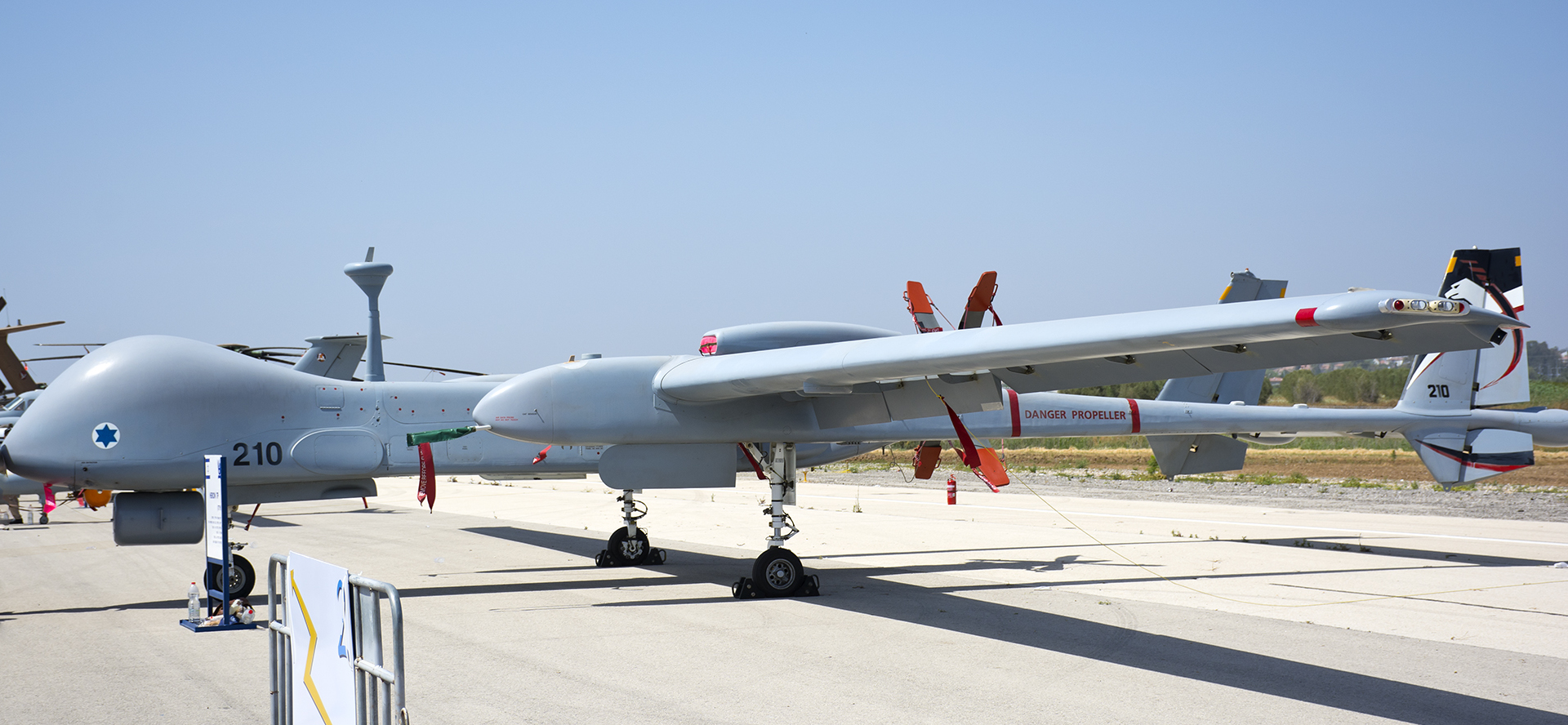
IAI Heron TP/Eitan-Drohne

### IAI Malat Division
Bei der Malat Division werden Drohnen gebaut, z. B. die Heron bzw. Heron TP/Eitan. Auf diesem Gebiet gehört die Malat Division zu den Weltmarktführern. Neuentwicklungen werden auf dem Militärflugfeld Ein Schemer mit seiner Drohnen-Kontrollstation getestet und dort auch potenziellen ausländischen Kunden vorgeführt.

### IAI MBT Missile Systems Division
Die MBT Missile Systems Division ist Teil der IAI Missile & Space Systems Group. Sie konstruiert und baut sowohl militärische als auch zivile Raketen und ist im Industriegebiet von Jehud angesiedelt: ⊙.

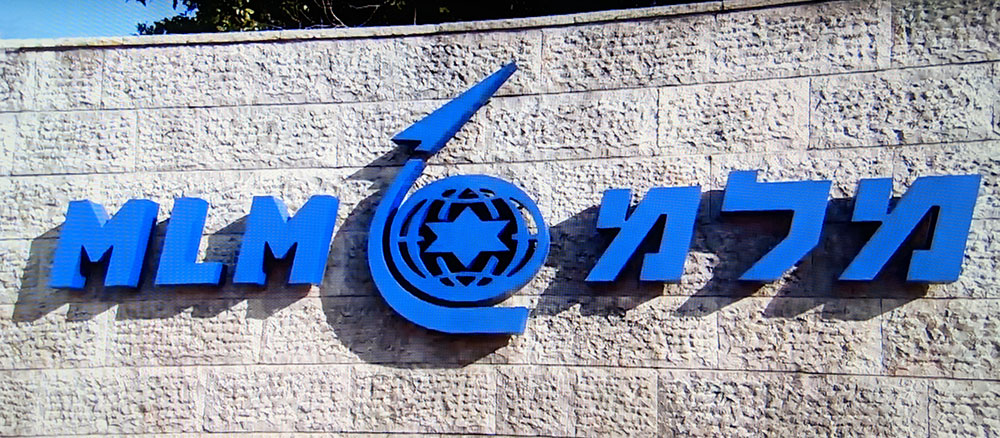
MLM-Logo an der Außenmauer

### IAI MLM Division
Die im Jahre 1957 gegründete MLM Division in Beer Jaʿakov ⊙ ist auf Raketensysteme spezialisiert und baut alle größeren Raketen Israels, wie die zivile Shavit- und die militärischen Jericho- und Arrow-Raketen. Sie bietet aber auch entsprechende Kommunikations-, Trainings- und Kontrollsysteme an. Außerdem bestehen langjährige Erfahrungen in der Solartechnik und bei konzentrierter Photovoltaik in der Raumfahrt.

### IAI Ramta Division
Die Ramta Division in Be’er Scheva ⊙ baut unter anderem Super Dvora-Schnellboote und RAM-2000-Panzerwagen.

### IAI North America
IAI North America besteht aus Stark Aerospace in Columbus (Mississippi) und ELTA North America in Fulton (Maryland).
Stark Aerospace produziert Drohnen und Sensoren, ELTA stellt mobile Radar- und Kommunikationssysteme her.